# تركمان أباد
تركمان أباد (بالتركمانية: Türkmenabat )‏ هي مدينة، في تركمانستان، تتبع جمهورية تركمان السوفيتية الاشتراكية، وجمهورية تركمان السوفيتية الاشتراكية، هي عاصمة ولاية لباب، بلغ عدد سكانها 253,000 نسمة، رمزها البريدي هو 746100.

## المناخ
يظهر الجدول التالي التغييرات المناخية على مدار السنة لتركمان أباد:
| البيانات المناخية لـتركمان أباد    | البيانات المناخية لـتركمان أباد | البيانات المناخية لـتركمان أباد | البيانات المناخية لـتركمان أباد | البيانات المناخية لـتركمان أباد | البيانات المناخية لـتركمان أباد | البيانات المناخية لـتركمان أباد | البيانات المناخية لـتركمان أباد | البيانات المناخية لـتركمان أباد | البيانات المناخية لـتركمان أباد | البيانات المناخية لـتركمان أباد | البيانات المناخية لـتركمان أباد | البيانات المناخية لـتركمان أباد | البيانات المناخية لـتركمان أباد |
| الشهر                              | يناير                           | فبراير                          | مارس                            | أبريل                           | مايو                            | يونيو                           | يوليو                           | أغسطس                           | سبتمبر                          | أكتوبر                          | نوفمبر                          | ديسمبر                          | المعدل السنوي                   |
| ---------------------------------- | ------------------------------- | ------------------------------- | ------------------------------- | ------------------------------- | ------------------------------- | ------------------------------- | ------------------------------- | ------------------------------- | ------------------------------- | ------------------------------- | ------------------------------- | ------------------------------- | ------------------------------- |
| الدرجة القصوى °م (°ف)              | 24.0 (75.2)                     | 28.4 (83.1)                     | 33.9 (93.0)                     | 40.3 (104.5)                    | 42.2 (108.0)                    | 44.0 (111.2)                    | 44.9 (112.8)                    | 43.0 (109.4)                    | 40.4 (104.7)                    | 35.6 (96.1)                     | 31.3 (88.3)                     | 25.7 (78.3)                     | 44.9 (112.8)                    |
| متوسط درجة الحرارة الكبرى °م (°ف)  | 6.8 (44.2)                      | 10.0 (50.0)                     | 16.0 (60.8)                     | 24.4 (75.9)                     | 30.4 (86.7)                     | 34.8 (94.6)                     | 36.4 (97.5)                     | 34.5 (94.1)                     | 29.7 (85.5)                     | 22.6 (72.7)                     | 15.0 (59.0)                     | 8.3 (46.9)                      | 22.4 (72.3)                     |
| المتوسط اليومي °م (°ف)             | 1.0 (33.8)                      | 3.7 (38.7)                      | 9.2 (48.6)                      | 17.1 (62.8)                     | 23.3 (73.9)                     | 27.6 (81.7)                     | 29.3 (84.7)                     | 26.9 (80.4)                     | 21.2 (70.2)                     | 13.9 (57.0)                     | 7.6 (45.7)                      | 2.7 (36.9)                      | 15.3 (59.5)                     |
| متوسط درجة الحرارة الصغرى °م (°ف)  | −3.3 (26.1)                     | −1.1 (30.0)                     | 3.6 (38.5)                      | 10.4 (50.7)                     | 15.7 (60.3)                     | 19.5 (67.1)                     | 21.4 (70.5)                     | 19.0 (66.2)                     | 13.1 (55.6)                     | 6.6 (43.9)                      | 1.7 (35.1)                      | −1.8 (28.8)                     | 8.7 (47.7)                      |
| أدنى درجة حرارة °م (°ف)            | −23.8 (−10.8)                   | −22.2 (−8.0)                    | −16.3 (2.7)                     | −4.6 (23.7)                     | 0.8 (33.4)                      | 9.4 (48.9)                      | 11.2 (52.2)                     | 9.1 (48.4)                      | 2.8 (37.0)                      | −9.5 (14.9)                     | −19.8 (−3.6)                    | −23.4 (−10.1)                   | −23.8 (−10.8)                   |
| الهطول مم (إنش)                    | 19 (0.7)                        | 17.4 (0.69)                     | 26.7 (1.05)                     | 22.4 (0.88)                     | 10.4 (0.41)                     | 1.5 (0.06)                      | 1.0 (0.04)                      | 0.1 (0.00)                      | 0.5 (0.02)                      | 4.6 (0.18)                      | 9.8 (0.39)                      | 16.1 (0.63)                     | 129.5 (5.05)                    |
| متوسط أيام هطول الأمطار (≥ 0.1 mm) | 6.3                             | 5.8                             | 5.6                             | 4.7                             | 2.0                             | 0.5                             | 0.2                             | 0.3                             | 0.2                             | 1.5                             | 5.2                             | 6.3                             | 38.6                            |
| متوسط الرطوبة النسبية (%)          | 76.9                            | 69.6                            | 59.4                            | 51.4                            | 43.1                            | 36.0                            | 37.4                            | 38.1                            | 43.3                            | 54.4                            | 69.3                            | 77.2                            | 54.7                            |
| ساعات سطوع الشمس الشهرية           | 131.8                           | 153.2                           | 197.6                           | 242.1                           | 330.3                           | 384.5                           | 395.3                           | 379.1                           | 322.7                           | 267.7                           | 193.7                           | 132.0                           | 3٬130                           |
| المصدر #1: climatebase.ru          |                                 |                                 |                                 |                                 |                                 |                                 |                                 |                                 |                                 |                                 |                                 |                                 |                                 |
| المصدر #2: NOAA (1961-1990)        |                                 |                                 |                                 |                                 |                                 |                                 |                                 |                                 |                                 |                                 |                                 |                                 |                                 |

## توأمة
لتركمان أباد اتفاقيات توأمة مع:
- إزمير (1993 - )[5]

## أعلام
- أوليغ كونونينكو
- سيردار هودايبيرديف
- دانيار إسماعيلوف